# 国鉄タキ11650形貨車
国鉄タキ11650形貨車（こくてつタキ11650がたかしゃ）は、かつて日本国有鉄道（国鉄）に在籍した私有貨車（タンク車）である。

## 概要
1981年（昭和56年）7月3日に日本車輌製造にてタキ1500形より1両（タキ15303）が、35t積メタクレゾール酸専用車への専用種別変更改造が行われ、形式は新形式であるタキ11650形（タキ11650）に変更された。
種車のロットは1961年（昭和36年）11月13日、汽車製造製である。
メタクレゾール酸を専用種別とする形式には、本形式の他にはタキ42150形（3両）の1形式があるのみである。タキ42150形がタキ2100形からの改造車であったのに対して本形式は、タキ1500形からの改造車である。このため積載荷重がタキ42150形の30t 積みに対して本形式は35t 積みである。
改造内容は、本形式の前級であるタキ42150形と大局的にはほとんど変更無く、加熱管の撤去、液出し方式を上出し式に変更の2点である。液出し方式の改造は、タンク体下部にあった吐出管を撤去し、S字管付きの液出管、空気管を新たに装備した。
タキ42150形の改造には無かった項目としてタンク体固定方式の変更があった。タキ1500形、タキ2100形ともにタンク体固定方式は帯金方式であり、タキ42150形はこれをそのまま使用したが本形式はなぜか押え金方式に変更した。
所有者は、日本陸運産業であり、その常備駅は鶴見線石油貨物支線の浜安善駅であったが、まもなく鹿児島本線の西八幡駅に変更になった。
化成品分類番号は、「毒61」（毒性の物質、毒性物質、危険性度合2（中））が標記された。
塗色は、黒、全長は13,300mm、全幅は2,657mm、全高は3,584mm、台車中心間距離は9,200mm、実容積は33.6m3、自重は17.5t、換算両数は積車5.5、空車1.8、台車はベッテンドルフ式のTR41Cであった。
1984年（昭和59年）9月28日に廃車となり、同時に形式消滅となった。タキ1500形より改造のわずか3年後であった。